# Калдера
Калдера је велики морфолошки облик вулкана, сличан кратеру али много већих димензија, обично пречника неколико километара. За њих се може рећи да представљају посебан тип кратера. Овај облик настаје урушавањем вулканске купе након вулканске ерупције али и ерозијом спољашњих сила. Познато је само седам колапса којим су формиране калдере до којих је дошло од 1900. године, последња од којих је био вулкан Баурдарбунга, Исланд 2014. Реч калдера долази од шпанске речи caldera што значи „котао“.
Сам процес настанка је везан обично за велике вулканске ерупције код којих након избацивања магме долази до пражњења настале велике магматске коморе испод куполе вулкана. Новонастало стање је такво да купола вулкана нема потребан ослонац, долази до појаве пукотина по ободу куполе и њеног урушавања. Новонастали облик подсећа на огроман кратер вулкана. По правилу, њихов настанак увек је везан за експлозивне вулканске ерупције. Уколико се активност вулкана настави након стварања калдере она је углавном слабија, са слабијим ерупцијама. Ове слабије ерупције узрокују даље преиначавање примарног кратера у калдеру али се при томе стварају и секундарне вулканске купе унутар калдере. Таква је калдера вулкана Ксудач, чија је ширина 7 km. Ова калдера створена је на месту џиновског вулкана чији је пречник износио 20 km. У њој су смештена три језера и секундарни кратер Штубел постао експлозивном ерупцијом 1907. године. Експлозивна ерупција вулкана Кракатау (1883. године) такође је створила калдеру.
Ерозивне калдере у ствари су кратери угашених вулкана. Деловањем ерозије, од некадашњег кратера, заостају у рељефу само делови српастог бедема, због чега је унутрашњи део готово сасвим отворен. Такав је случај са Везувом. Стара калдера Монте Сома разорена је према југу ерозивним процесима. Са њене унутрашње стране налази се прстенаста зараван - Атрио дел Кавало око данашње секундарне купе Везува. Ерозивне калдере могу представљати заливе. То се дешава када је калдера у нивоу мора односно када услед разоравања обода калдере вода продре у њу. Примери оваквих калдера су она на вулканском острву Сен Пол у Индијском океану и она на острву Санторин у Егејском мору.
И. С. Шчукин издвојио је, поред експлозивних и ерозивних, тип саломних калдера. Оне су веома ретке а постају саламањем очврсле лаве на дну кратера искључиво лавичних вулкана.
Калдере могу имати различите димензије. Малу калдеру има вулкан Карпински на Курилским острвима. Ширина ове калдере износи 5 km а дубина 700 m. Вулкан Исланд Парк Калдера има џиновску калдеру ширине 30 km. Велике калдере могу имати дно знатне површине. Калдера вулкана Кутјаро захвата површину од 430 km², Ајре 429 km² итд. Калдере могу бити испуњене водом. То су тзв. кратерска језера.

## Неке познате калдере
- Африка
  - Кратер Нгоронгоро (Танзанија, Африка)[6][7]
  - Долина калдера, (Зеленортска Острва)
  - Мененгај кратер (Кенија)[8][9][10]

- Азија
  - Калдера Аира (Кагошима, Јапан)
  - Монт Асо (Кумамото, Јапан)
  - Монт Хала (Јеју-до, Јужна Кореја)
  - Калдера Кикаи (Кагошима, Јапан)
  - Кракатау, Индонезија
  - Монт Пинатубо (Лузон, Филипини)
  - Вулкан Тал (Лузон, Филипини)
  - Језеро Тоба (Суматра, Индонезија)
  - Монт Тамбора (Сумбава, Индонезија)
  - Калдера Тао-Русјр (Онекотан, Русија)
  - Језеро Товада (Префектура Аомори, Јапан)
  - Језеро Тазава (Префектура Акита, Јапан)
  - Језеро Аши (Префектура Канагава, Јапан)

- Северна Америка
  - Јелоустонска калдера (Вајоминг, Монтана, Ајова САД)[11][12]